# Stary Sumin
Stary Sumin (niem. Alt Summin) – wieś w Polsce położona w województwie kujawsko-pomorskim, w powiecie tucholskim, w gminie Cekcyn.
W latach 1975–1998 miejscowość administracyjnie należała do województwa bydgoskiego. Według Narodowego Spisu Powszechnego (III 2011 r.) liczyła 224 mieszkańców. Jest dziewiątą co do wielkości miejscowością gminy Cekcyn.